# Самар-Дніпровський
Самáр-Дніпро́вський — вузлова дільнична залізнична станція 2-го класу Дніпровської дирекції Придніпровської залізниці, залізничний вузол електрифікованих ліній на Нижньодніпровськ-Вузол, Воскобійню, Павлоград I та неелектрифікованої лінії на Берестин. Розташована в місті Самар Дніпропетровської області.

## Історія
Станція відкрита 1927 року під первинною назвою Новомосковськ-Дніпровський. 
17 січня 2025 року постановою Кабінету Міністрів України станцію перейменовано на Самар-Дніпровський 21 січня перейменування затверджене Укрзалізницею..

## Пасажирське сполучення
На станції Самар-Дніпровський зупиняються поїзди:
- приміський поїзд сполученням Дніпро — Берестин (щоденно, 2 пари);
- приміський електропоїзд сполученням Краматорськ — Верхівцеве (щоденно, 1 пара);
- група вагонів безпересадкового сполучення Павлоград — Київ / Львів.

Раніше курсували через станцію:
- приміський поїзд сполученням Дніпро — Орлівщина (скасований з 18 березня 2020 року на невизначений термін);
- приміський поїзд сполученням Дніпро — Роз'їзд № 5 (скасований з 18 березня 2020 року на невизначений термін).
- нічний швидкий поїзд № 111/112 Авдіївка — Київ (через день, призначений з 13 грудня 2021 року, скасований з початку повномасштабного російського вторгнення в Україну)[4][5];
- нічний швидкий поїзд № 60/92 Одеса — Харків / Краматорськ